# Dissosteira carolina
Dissosteira carolina es una especie de saltamontes perteneciente a la familia Acrididae, subfamilia Oedipodinae, que se distribuye ampliamente en América del Norte y que habita en los pastizales.

## Descripción

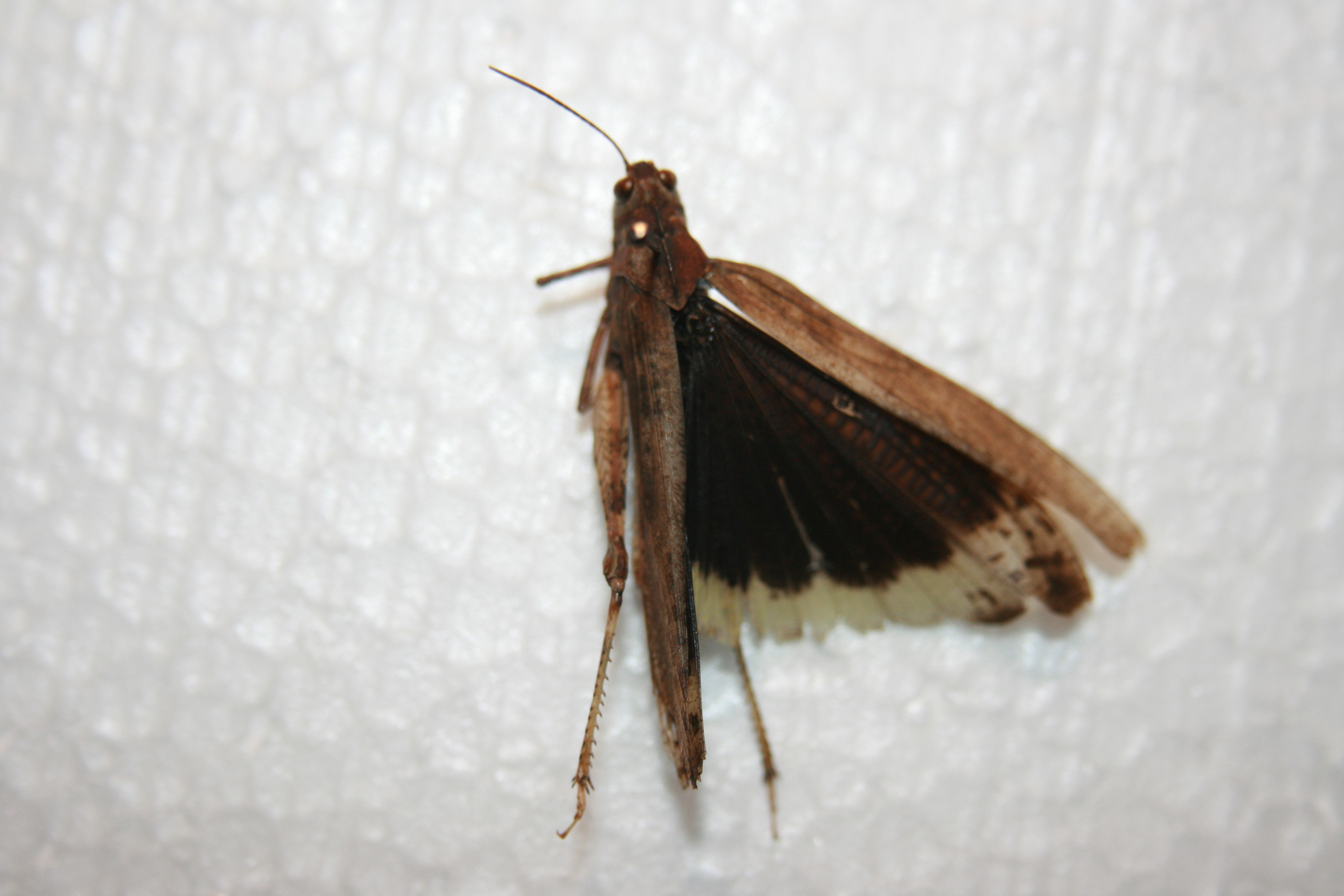

Dissosteira carolina es uno de los saltamontes más grandes de América del Norte, con una longitud de entre 32 a 58 mm y es una especie llamativa por su tamaño, alas coloridas y porque vuela habitualmente sobre caminos de tierra y otros terrenos desnudos. Las alas extendidas de los machos miden 75 mm de ancho mientras que las de las hembras miden entre 80 mm a 102 mm. Pueden identificarse por sus alas internas de color negro parduzco con márgenes amarillos y una cresta que desciende por la parte posterior. Debido a su gran tamaño y vuelo ondulante bastante flojo, a menudo se le confunde con una mariposa, especialmente con la Nymphalis antiopa. La tegmina es de color marrón claro a tostado gris. Están coloreados en varios tonos, desde bronceado dorado a gris a marrón oscuro a verdoso. Tienden a ser grandes y corpulentos en comparación con las langostas de África y Asia occidental, aunque no son tan grandes o agresivos.

## Distribución
Dissosteira carolina se distribuye desde el sur de Canadá hasta la mayor parte de los Estados Unidos excepto el sur de Florida, la llanura costera del golfo, el suroeste de Arizona y los dos tercios inferiores de California, marginalmente en el extremo norte de México.

## Biología
Dissosteira carolina se alimenta de pastos y hierbas, pero la composición real de la dieta depende del hábitat. Por ejemplo, en un sitio perturbado que se había resembrado con Bromus inermis y Agropyron cristatum, cuando se examinó el contenido de los cultivos de los adultos, el 98 por ciento de los alimentos consumidos era Bromus inermis, por el contrario, en un sitio perturbado que no se había resembrado pero donde las malezas se han colonizado naturalmente, el contenido de los cultivos de los adultos consistió en 33 por ciento de pastos nativos y 64 por ciento de malezas. En pruebas de laboratorio de dos opciones se demostró que la Dissosteira carolina se alimentaba fácilmente de Bromus tectorum, Bromus inermis, Elymus smithii, trigo, cebada, diente de león y Bassia. Como tiene una amplia distribución geográfica y porque se sabe que es polífago, la Dissosteira carolina probablemente tiene muchas plantas alimenticias potenciales.
En el este de Wyoming, la eclosión de los huevos de Dissosteira carolina puede comenzar a principios de junio o puede retrasarse hasta finales de junio. Como la oviposición ocurre a fines del verano, es probable que el desarrollo de la ninfa en el huevo ocurra durante la primavera siguiente. Las ninfas emergen de los huevos durante un período de al menos dos semanas para desarrollarse dentro de un hábitat de hierba y malezas intercaladas con claros de tierra desnuda. Sin embargo, en algunas áreas, la eclosión puede extenderse durante varias semanas, de modo que hasta cuatro estadios diferentes pueden convivir. El período de la ninfa puede ser de 40 días a una altitud de 1432,56 m, y 55 días a una altitud de 1859,28 m en Wyoming. Las ninfas criadas en laboratorio mantenidas a una temperatura constante de 25 °C completan el desarrollo en 52 días, y en 26 días a una temperatura constante de 30 °C. La Dissosteira carolina es termofílica, y prefiere las áreas calientes y desnudas de su hábitat.
Los adultos de Dissosteira carolina aparecen más temprano en la parte sur de su área de distribución, por ejemplo, durante mayo en Nuevo México y más tarde en las partes más al norte de su área de distribución, por ejemplo, julio en el norte de Idaho. Una vez que adquieren alas funcionales, se dispersan ampliamente, los adultos pueden volar distancias de varios kilómetros o más, como se ha comprobado en el centro de las grandes ciudades.
En el calor del día, el macho Dissosteira carolina vuela y flota, haciendo sonidos en sus alas en una exhibición de cortejo para atraer a las hembras. Los machos cortejan a las hembras al producir una señal de llamada al estridular con patas traseras y alas, las patas traseras se usan alternativamente para frotar contra las tegminas en un comportamiento llamado estridulación alternativa. El macho se sienta horizontalmente en un suelo desnudo iluminado por el sol y puede continuar estridulando durante 5 minutos o más hasta que logre atraer a una hembra. Ella se mueve hacia el macho y cuando está lo suficientemente cerca, él se acerca a ella y se monta. Si él es aceptado por la hembra, copulan y pueden permanecer copulados hasta por 16 horas.
Las hembras alcanzan relativamente tarde la madurez sexual, y pueden pasar nueve semanas desde que los adultos emergen hasta que comienza la oviposición.
La hembra selecciona un suelo desnudo compactado que está expuesto al sol en el que oviposita, a menudo el borde de un camino de tierra o grava. Ella introduce su ovipositor a una profundidad de 35 mm y deposita un gran grupo de huevos que están encerrados en una vaina curvada. Después de aproximadamente 80 minutos, extrae su ovipositor y luego, hasta por tres minutos, usa sus tarsos posteriores para cepillar el polvo y los escombros sobre el sitio de la oviposición. La vaina tiene casi 50 mm de largo y generalmente contiene más de 40 huevos.
Dissosteira carolina es un saltamontes terrestre y diurno, aunque se sienten atraídos por las luces en las cálidas noches de verano. Los adultos y las ninfas se refugian durante la noche y emergen para tomar el sol de la mañana durante dos o tres horas, aproximadamente dos horas después del amanecer. Después de haber tomado el sol, los adultos comienzan a caminar y volar. Los machos son más activos que las hembras, que caminan y vuelan mucho menos que los machos, pero se alimentan, arreglan y descansan más. Cuando las temperaturas alcanzan temperaturas de suelo caliente de 43 °C y una temperatura del aire de 32 °C, los adultos comienzan a zancar. A medida que aumentan las temperaturas, trepan a la vegetación hasta que están entre  2,5 mm a 7,5 mm por encima del sustrato y se enfrentan al sol, de modo que solo la parte frontal de la cabeza está expuesta a los rayos y el resto del cuerpo está a la sombra. Por la tarde, los adultos vuelven a tomar el sol sobre el suelo desnudo desde las 3 de la tarde hasta las 5 de la tarde, después de lo cual caminan o vuelan para buscar refugio, generalmente bajo la hierba.

## Depredadores
Dissosteira carolina es depredada por varios animales, incluidos muchos pájaros, murciélagos, arañas, mantis religiosas y avispas Sphex pensylvanicus, las que luchan para volar con una carga tan pesada.

## Impacto económico
Dissosteira carolina es una plaga menor de los pastizales. Es más común en áreas perturbadas donde el alimento principal consiste en varias especies de malezas. En hábitats favorables, las poblaciones pueden irrumpir, dispersar y dañar los cultivos. Las áreas perturbadas que se vuelven a sembrar con Bromus inermis pueden dar lugar a grandes poblaciones de Dissosteira carolina, que luego vuelan a campos de trigo de otoño donde pueden causar daños a los rodales. Hubo una irrupción en el sur de Saskatchewan en 1933 y 1934 que causó daños considerables a los cultivos de la región. Se han registrado daños en el tabaco en el sur de Ontario, en la alfalfa y en 1935 la Dissosteira carolina fue especialmente destructiva para las Phaseolus vulgaris o Vicia faba en las cercanías de Flagstaff, Arizona. En Oklahoma se han registrado daños en el maíz, sorgo, algodón y papas. Hasta la fecha no se han realizado estudios detallados sobre el impacto económico de la Dissosteira carolina.